# Estació de Lleó
L'estació de León és una estació de tren propietat d'Adif, situada a la ciutat de Lleó. És de caràcter terminal i provisional. Substitueix des del 18 de març de 2011 a la històrica Estació del Nord, clausurada al trànsit amb motiu de les obres de soterrament de les vies coincidint amb l'arribada de l'alta velocitat a la capital lleonesa.
Es troba al costat del riu Bernesga, al carrer Astorga, que és la prolongació de l'eix de l'avinguda Ordoño II que vira per salvar les vies del tren. En els seus voltants es troben serveis públics de primer ordre com els jutjats, recentment ampliats, l'estació de bombers i, finalment, l'estació d'autobusos.

## Serveis ferroviaris

### Mitjana Distància
| Línia | Trens               | Origen/destinació                    | Destinació/origen                        |
| ----- | ------------------- | ------------------------------------ | ---------------------------------------- |
|       | Intercity           | Madrid-Chamartín Alcázar de San Juan | León                                     |
|       | Intercity           | Madrid-Chamartín                     | Vigo-Guixar                              |
| 17    | MD Regional Express | León Ponferrada                      | Valladolid-Campo Grande Medina del Campo |
| 23    | Regional Express    | León                                 | Ponferrada                               |
| 24    | Regional            | Gijón                                | Valladolid-Campo Grande                  |

### Llarga Distància

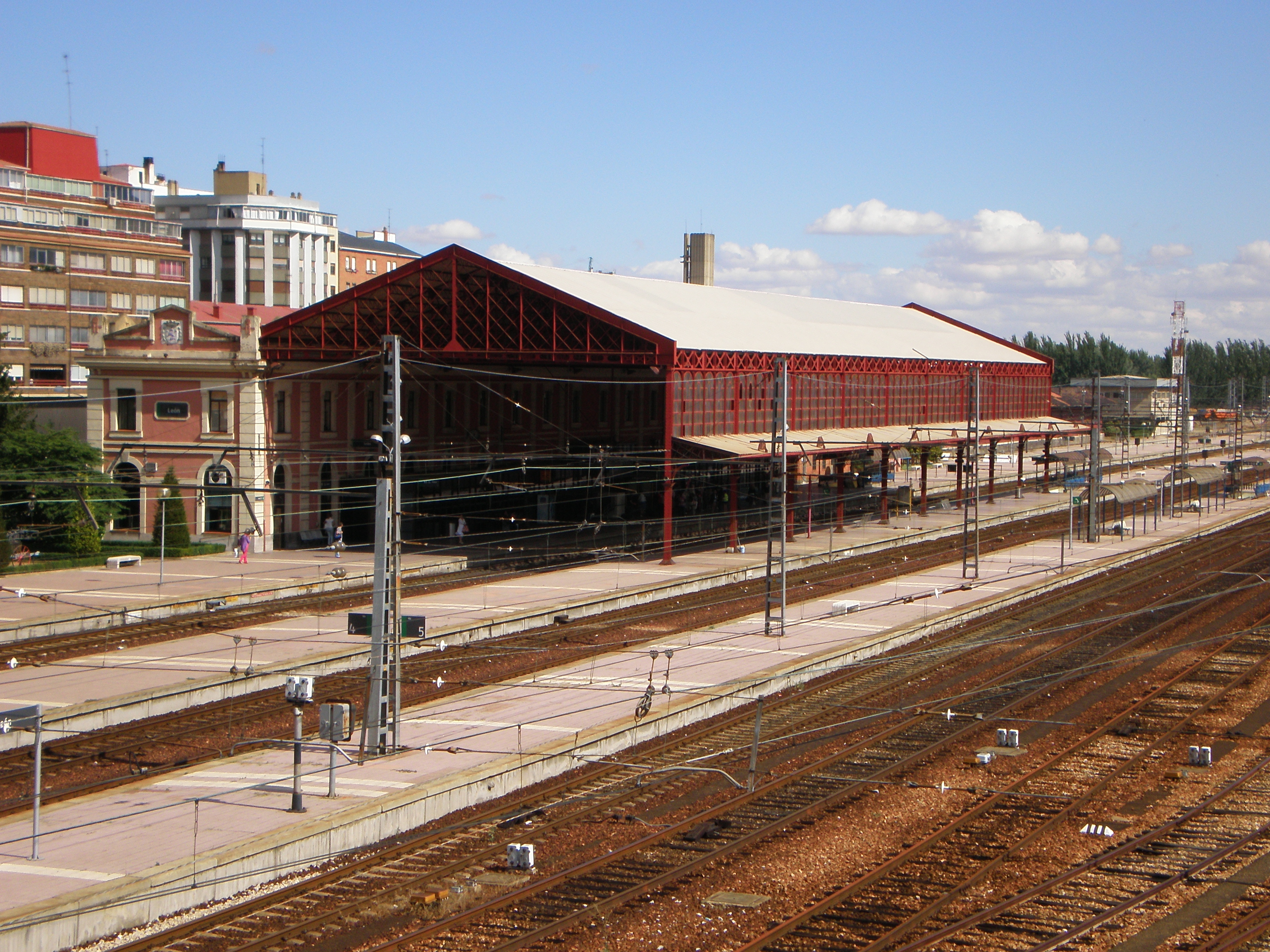
Estació de Lleó

| Tren                | Origen/destinació | Parades Intermèdies | Destinació/origen | Observacions                 |
| ------------------- | ----------------- | --- | ----------------- | ---------------------------- |
| Alvia               | A Coruña          | Santiago de Compostel·la · Ourense-Empalme · Monforte de Lemos · San Clodio-Quiroga · A Rúa-Petín · O Barco de Valdeorras · Ponferrada · Bembibre · Astorga · León · Sahagún · Palència · Burgos-Rosa de Lima · Miranda de Ebro · Vitòria · Pamplona · Tafalla · Castejón de Ebro · Tudela de Navarra · Saragossa-Delicias · Lleida Pirineus · Camp de Tarragona | Barcelona-Sants   | 4 trens setmanals per sentit |
| Alvia               | Vigo-Guixar       | Redondela · O Porriño · Ourense-Empalme · Monforte de Lemos · San Clodio-Quiroga · A Rúa-Petín · O Barco de Valdeorras · Ponferrada · Bembibre · Astorga · León · Sahagún · Palència · Burgos-Rosa de Lima · Miranda de Ebro · Vitòria · Pamplona · Tafalla · Castejón de Ebro · Tudela de Navarra · Saragossa-Delicias · Lleida Pirineus · Camp de Tarragona    | Barcelona-Sants   | 3 trens setmanals per sentit |
| Alvia               | Gijón             | Oviedo · Mieres-Puente · Pola de Lena · León · Sahagún · Palència · Valladolid-Campo Grande · Segovia-Guiomar · Madrid-Chamartín · Madrid-Atocha · Cuenca-Fernando Zóbel · Albacete-Los Llanos · Villena AV | Alacant-Terminal  | 1 tren diari per sentit      |
| Alvia               | Gijón             | Oviedo · Mieres-Puente · Pola de Lena · León · Palència · Valladolid-Campo Grande · Madrid-Chamartín · Madrid-Atocha · València-Joaquim Sorolla · Sagunt · Castelló de la Plana · Benicàssim | Orpesa            | 6 trens setmanals per sentit |
| Alvia               | Gijón             | Oviedo · Mieres-Puente · Pola de Lena · La Robla · León · Sahagún · Palència · Burgos-Rosa de Lima · Miranda de Ebro · Vitòria · Pamplona · Tafalla · Tudela de Navarra · Saragossa-Delicias · Lleida Pirineus · Camp de Tarragona | Barcelona-Sants   | 6 trens setmanals per sentit |
| Alvia               | Gijón             | Oviedo · Mieres-Puente · Pola de Lena · León · Sahagún · Palència · Valladolid-Campo Grande · Segovia-Guiomar | Madrid-Chamartín  | 3/4 trens diaris per sentit  |
| Alvia               | Gijón             | Oviedo · Mieres-Puente · León · Sahagún · Palència · Valladolid-Campo Grande · Madrid-Chamartín · Madrid-Atocha · Ciudad Real · Puertollano · Córdoba Central · Sevilla-Santa Justa · Jerez de la Frontera · El Puerto de Santa María · San Fernando-Bahía Sur                                                                                                   | Cádiz             | 1 tren diari per sentit      |
| Alvia               | León              | Palència · Valladolid-Campo Grande | Madrid-Chamartín  | 1 tren diari per sentit      |
| Alvia               | Ponferrada        | San Miguel de las Dueñas · Bembibre · Torre del Bierzo · Brañuelas · Vega-Magaz · Astorga · Veguellina · León · Palència · Valladolid-Campo Grande | Madrid-Chamartín  | 5 trens setmanals per sentit |
| Intercity           | A Coruña          | Santiago de Compostel·la · O Carballiño · Ourense-Empalme · Monforte de Lemos · San Clodio-Quiroga · A Rúa-Petín · O Barco de Valdeorras · Ponferrada · Bembibre · Astorga · Lleó · Sahagún · Palència · Burgos-Rosa de Lima · Briviesca · Miranda de Ebro · Vitòria · Altsasu · Zumarraga · Sant Sebastià · Irun                                                | Hendaia           | 1 tren diari per sentit      |
| Intercity           | Vigo-Guixar       | Redondela · Guillarei · Ourense-Empalme · Monforte de Lemos · San Clodio-Quiroga · A Rúa-Petín · O Barco de Valdeorras · Ponferrada · Bembibre · Astorga · Lleó · Sahagún · Palència · Burgos-Rosa de Lima · Briviesca · Miranda de Ebro · Laudio | Bilbao-Abando     | 1 tren diari per sentit      |
| Trenhotel Atlántico | Ferrol            | Pontedeume · Betanzos-Cidade · Betanzos-Infesta · Curtis · Guitiriz · Lugo · Sarria · Monforte de Lemos · San Clodio-Quiroga · A Rúa-Petín · O Barco de Valdeorras · Ponferrada · Bembibre · Astorga · Veguellina · Lleó · Sahagún · Palència · Venta de Baños · Valladolid-Campo Grande · Medina del Campo · Àvila                                              | Madrid-Chamartín  | 6 trens setmanals per sentit |
| Trenhotel Galicia   | A Coruña          | Betanzos-Infesta · Curtis · Lugo · Sarria · Monforte de Lemos · San Clodio-Quiroga · A Rúa-Petín · O Barco de Valdeorras · Ponferrada · Astorga · León · Palència · Burgos-Rosa de Lima · Logronyo · Castejón de Ebro · Tudela de Navarra · Saragossa-Delicias · Lleida Pirineus · Camp de Tarragona                                                             | Barcelona-Sants   | 1 tren diari per sentit      |
| Trenhotel Galicia   | Vigo-Guixar       | Redondela · O Porriño · Guillarei · Ourense-Empalme · Monforte de Lemos · San Clodio-Quiroga · A Rúa-Petín · O Barco de Valdeorras · Ponferrada · Astorga · León · Palència · Burgos-Rosa de Lima · Logronyo · Castejón de Ebro · Tudela de Navarra · Saragossa-Delicias · Lleida Pirineus · Camp de Tarragona                                                   | Barcelona-Sants   | 1 tren diari per sentit      |